# 야마하 YM2612

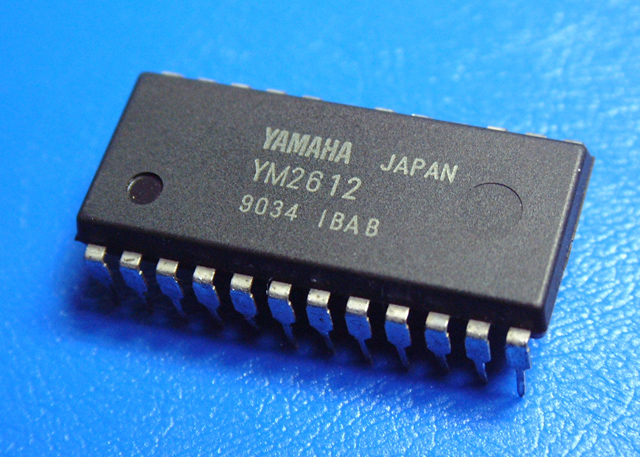
야마하 YM2612

야마하 YM2612(별칭 OPN2)는 야마하가 제조한 사운드 칩이다. 야마하의 OPN FM 음원 칩 제품군에 속하며 YM2203에 기반한 칩이다.
총 6개의 FM 음원채널로 구성됐다. 세가의 메가 드라이브, 후지쯔의 FM 타운즈같은 여러 비디오 게임 및 컴퓨터 제품에 사용됐다. 그 외 메가플레이와 세가 시스템 32같은 세가의 아케이드 기판들에 포함됐다.

## 사양
YM2612의 사양은 다음과 같다.
- 동시재생 FM 음원 채널 6개
- 채널당 오퍼레이터 4개[2]
- 주기적 타이머 2개
- 저주파 발진 (LFO)
- 자체 스테레오 디지털-아날로그 변환회로
- 각 채널당 스테레오 적용 (좌, 우, 혹은 좌우 동시 재생)
- 채널 3에 오퍼레이터 독립사용으로 화음 생성 가능

## 같이 보기
- 야마하 YM2608
- 야마하 YM2610